# جلكى عالية الجناح
جلكى عالية الجناح (الاسم العلمي: Lampetra aepyptera) هي نوع من الحيوانات المائية يتبع جنس جلكى لاحسة الحجر من فصيلة الجلكية.